# 北山清太郎
北山清太郎（日语：／ Kitayama Seitarō、1888年3月3日—1945年2月13日）是一位日本动画師、水彩画家、杂志编辑。北山曾擔任日本水彩画会大阪支部法人和北山电影制作所法人，與下川凹天和幸内純一齊名为“日本最早的动画家”。

## 生平
1888年（明治21年）3月3日，北山青太郎出生在和歌山县和歌山区住吉町2号地（現在是同县和歌山市住吉町），是其父北山清兵卫（1841年－1892年）和母亲かつ乃（1854年－1937年）的第二个孩子。北山青太郎在父亲去世后于1903年（明治36年）4月12日继承了家族遗产。
1911年（明治44年）2月，北山青太郎加入大下藤次郎于1907年（明治40年）创办的日本水彩画会，并公布将同会的大阪支部设在大阪市南区大宝寺町中之丁151番地（現同市中央区东心斋桥1丁目）自己的家中。同年5月，北山离开大阪支部，迁往东京。1912年（大正元年）9月，北山與斋藤与里、岸田刘生、高村光太郎等人一同组成美术家团体“木炭会”，并举办展览会。
1916年（大正5年）7月，北山在有乐座举行的动画专题放映会「凸坊会」上接触到了动画，并对此深感兴趣。北山當時经济上有點問題，但又希望投身動畫事業，於是经友人斋藤五百枝的介绍接触日活公司，并于1917年1月加入日活向岛摄影所。北山在日活开始努力制作日本最早的漫画电影（動畫電影）。当时，北山在東京市麹町区麹町平河町（現東京都千代田區平河町）自己的家中作画、完成後到日活向岛摄影所摄影的方式制作作品。第一部作品《猿与蟹》于1917年（大正6年）5月20日在剧院公映。此后，北山开始产出大量短篇动画电影，形成了以户田早苗（本名山本善次郎）、嶺田弘、石川隆弘、桥口寿、山川国三等负责作画，高城泰策、金井喜一郎等负责摄影的制作团队。
1921年（大正10年）北山离开日活，创立了北山电影制作所。同年与同样从日活离开并创立了牧野教育电影制作所的牧野省三合作製作教育电影。1923年（大正12年）9月1日，北山的製作所在关东大地震发生後遭受损毁，他于是迁往大阪。
1945年（昭和20年）2月13日上午4時30分，北山清太郎因脑肿瘤在大阪府泉北郡高石町北55番地去世，时年56岁。墓地位于和歌山市打越町的真光寺。
北山先驱性的电影作品当中，留存至今的仅有松本夏樹于2008年（平成20年）发现并进行数码复原的《浦岛太郎》，以及北山电影制作所制作、北山的弟子户田早苗担任演出和作画的《教育童話漫畫 兔與龜》（教育お伽漫画 兎と亀）仍有留存，其他作品则已失傳。两者现在都收藏于東京國立近代美術館。

## 电影作品年表
除特别提及，其余均由北山擔任导演或負責演出部分。
- 《猿和蟹》（猿と蟹） : 日活向岛摄影所（日语：日活向島撮影所）、1917年5月20日公映 - 企画・演出・作画
- 《梦的自行车》 （夢の自動車）: 日活、1917年5月公映
- 《猫与鼠》 （猫と鼠）：日活、1917年7月4日公映
- 《恶作剧的邮筒》（いたずらポスト）：日活向岛摄影所、1917年7月28日公映
- 《開花爺爺（日语：花咲爺 (1917年の映画)）》：日活向岛摄影所、1917年8月26日公映
- 《存钱之勤》（貯金の勤）：日活向岛摄影所、1917年10月7日公映
- 《伽草囃 文福茶釜》（お伽囃 文福茶釜）：日活向岛摄影所、1917年10月10日公映
- 《剪舌麻雀（日语：舌切雀 (1917年の映画)）》：日活向岛摄影所、1917年10月18日公映
- 《咔嚓咔嚓山（日语：咔嚓咔嚓山 (1917年电影)）》：日活向岛摄影所、1917年10月20日公映
- 《积少成多积土成山》（塵も積れば山となる）：日活向岛摄影所、1917年公映
- 《浦島太郎（日语：浦島太郎 (1918年の映画)）》：日活向岛摄影所、1918年2月1日公映 - （現存）[14]
- 《雪人（日语：雪達磨 (1918年の映画)）》：日活向岛摄影所、1918年2月15日公映
- 《蛙之梦》（蛙の夢）：日活向岛摄影所、1918年2月28日公映
- 《桃太郎（日语：桃太郎 (1918年の映画)）》：日活向岛摄影所、1918年3月1日公映
- 《金太郎（日语：金太郎 (1918年の映画)）》：日活向岛摄影所、1918年3月16日公映
- 《摘瘤爺爺（日语：瘤取り (1918年の映画)）》：日活向岛摄影所、1918年3月19日公映
- 《一寸法師（日语：一寸法師 (1918年の映画)）》：日活向岛摄影所、1918年3月20日公映
- 《太郎的哨兵》（太郎の番兵）：日活向岛摄影所、1918年3月30日公映
- 《解錯》（解けちがい）：日活向岛摄影所、1918年4月1日公映
- 《腰折燕》（腰折燕）：日活向岛摄影所、1918年4月1日公映
- 《蚂蚁与鸽子》（蟻と鳩）：日活向岛摄影所、1918年7月18日公映
- 《太郎的哨兵 潛水艇之卷》（太郎の番兵 潜航艇の巻）：日活向岛摄影所、1918年8月4日公映 - 演出、作画
- 《乃木將軍（噫、乃木將軍）》（乃木将軍 (噫、乃木将軍)） : 監督小口忠（日语：小口忠）、日活向島撮影所、1918年9月1日公映 - 字幕
- 《教育童話漫畫 兔與龜》（教育お伽漫画 兎と亀） : 演出・作画戶田早苗、製作北山映画製作所、中島活動寫真部配給（ナカジマ活動写真部）、1924年公映 - 製作（現存）[4][15]
- 《圓》 （円）：近藤伊与吉（日语：近藤伊与吉）監督、脚本、編集，大阪每日新闻，1932年公映 - 線画、撮影

## 出版书籍
- 《線電影的製作方法》（線映画の作り方），收錄於《電影教育的基礎知識》（映画教育の基礎知識），全日本活映教育研究会、教育書館、1930年

## 北山电影制作所
北山电影制作所是北山建立的一家日本动画制作公司。1921年（大正10年）创立，所在地是東京府南葛饰郡寺岛村34番地（現在为東京都墨田区八广）。户田早苗（山本善次郎）以《教育童話漫畫 兔與龜》制片人身份從該公司出道。

## 脚注
1. 1 2 3  北山, 清太郎, 1888-1945 （页面存档备份，存于）、日本国立国会图书馆、2012年6月8日閲覧。
2. ↑  津堅、p.16.
3. 1 2  北山清太郎、日本電影資料庫、2012年6月8日閲覧。
4. 1 2 3 4 5  日本动画电影史 （页面存档备份，存于）、东京国立近代美术馆、2012年6月8日閲覧。
5. 1 2  津堅、p.18-19.
6. 1 2  津堅、p.22-23.
7. ↑  津堅、p.242.
8. ↑  津堅、pp.61-65
9. ↑  津堅、pp.80-82。另外，加入日活的时间也有1915年（大正4年）或1916年（大正5年）两种说法。津堅、p.88-90。
10. 1 2 3  津堅、p.126-127.
11. ↑  猿と蟹 (サルとカニの合戦) （页面存档备份，存于）、日本电影数据库、2012年6月8日查阅。
12. 1 2 3 4  津堅、p.142-143.
13. 1 2  津堅、p.237.
14. 1 2  発掘されたアニメーション映画 （页面存档备份，存于）、東京国立近代美術館电影中心、2012年6月8日查阅。
15. ↑  兎と亀 （页面存档备份，存于）、日本映画データベース、2012年6月8日閲覧。